# 小林駿介
小林 駿介（こばやし しゅんすけ、1932年 - ） は、日本の電子工学者。東京農工大学名誉教授。山口東京理科大学名誉教授。元国際液晶学会副会長。元日本液晶学会会長。内田龍男と高性能液晶ディスプレイの研究開発を行い、日本学士院賞受賞。

## 人物・経歴
埼玉県入間市出身。1951年埼玉県立豊岡実業高等学校（現埼玉県立豊岡高等学校）卒業。木下博元入間市長は同級生。1955年東京理科大学理学部物理学科卒業、東京理科大学助手。1964年東京大学大学院数物系研究科電子工学専攻博士課程修了、理化学研究所入所。1973年東京農工大学工学部電子情報工学科助教授。1978年同教授。1995年国際液晶学会副会長。1996年東京農工大学名誉教授、山口東京理科大学大学院基礎工学研究科教授、同大初代液晶研究所所長。1998年日本液晶学会会長。2014年山口東京理科大学名誉教授。内田龍男東北大学名誉教授と高性能液晶ディスプレイの研究開発に貢献したとして2021年に日本学士院賞を受賞。The Society for Information Displayフェロー、電子情報通信学会フェロー、国際液晶学会名誉会員、日本液晶学会名誉会員。2022年、瑞宝中綬章受章。